# 哈昆巴溫泉 (加利福尼亞州)
哈昆巴溫泉（英語：Jacumba Hot Springs）是位於美國加利福尼亞州聖地牙哥縣的一個人口普查指定地區。

## 地理
哈昆巴溫泉的座標為32°37′01″N 116°11′17″W / 32.61694°N 116.18806°W，而該地最高點為海拔高度979米（即3212英尺）。

## 人口
根據2010年美國人口普查的數據，哈昆巴溫泉的面積為15.866平方千米，當中陸地面積為15.847平方千米，而水域面積為0.019平方千米。當地共有人口561人，而人口密度為每平方千米35人。